# Monique Zerner
Monique Zerner, née le 15 septembre 1935 est une historienne médiéviste française, élève de Georges Duby. Elle est professeur émérite d'histoire médiévale à l'université Nice-Sophia-Antipolis depuis 2011.

## Biographie
Ses travaux sur l'hérésie médiévale aux XIe siècle, XIIe siècle et début du XIIIe siècle (c'est-à-dire avant le temps de l'Inquisition) et sur la croisade albigeoise ont considérablement fait évoluer les connaissances.
Ses recherches personnelles et celles, collectives, qu'elle a animées et coordonnées à l'Université de Nice, montrent que les mouvements hérétiques du Moyen Âge central en Occident ne formaient pas au départ des «églises» séparées ou «sectes», éventuellement liées à l'action de prédicateurs venus d'Orient comme on l'a longtemps cru, mais étaient des courants laïcs et cléricaux de contestation des transformations engagées dans l'Église catholique romaine à partir de la réforme grégorienne. Ces transformations étaient en effet orientées vers la construction d'une institution ecclésiale centralisée, sous la domination du pape, vouée à bénéficier de nombreuses richesses et à exercer de nombreux pouvoirs (théocratie). 
Les travaux de Monique Zerner sur la croisade albigeoise, avec ceux de Jean-Louis Biget, montrent que les causes profondes et les motivations directes de l'expédition étaient profondément liées au contexte géopolitique (et notamment aux ambitions théocratiques du pape Innocent III), plus qu'à des problèmes strictement religieux.
Ces recherches personnelles et collectives ont inspiré Robert I. Moore dans sa synthèse novatrice The War on Heresy (2012, trad. fr. sous le titre Hérétiques. Résistances et répression dans l'Occident médiéval, 2017).
Monique Zerner est également spécialiste de l'histoire du Comtat Venaissin à la fin du Moyen Âge, à laquelle elle a consacré sa thèse de doctorat d'État.

## Publications
- La croisade albigeoise, Paris, Gallimard, 1979, 248 p.
- Le cadastre, le pouvoir et la terre : le Comtat Venaissin pontifical au début du XVe siècle, Rome, École française de Rome, 1993, 700 p.
- Guillaume Monachi, Contre Henri schismatique et hérétique suivi de Contre les hérétiques et schismatiques (anonyme), introduction, traduction, notes et index par Monique Zerner, Lyon, Le Cerf, coll. « Sources chrétiennes », no 541, 2011, 352 p. résumé en ligne
- (dir.) Inventer l'hérésie ? : discours polémiques et pouvoirs avant l'Inquisition, Nice, Centre d'études médiévales, 1998, 283 p.
- (dir.) L'histoire du catharisme en discussion : le concile de Saint-Félix, 1167, Nice, Centre d'études médiévales, 2001, 309 p.

### Articles
- "Les cathares au temps de la croisade albigeoise d'après les sources littéraires : informations, déformations, ignorances", dans Histoire et clandestinité du Moyen Âge à la Première Guerre Mondiale. Colloque de Privas (mai 1977), éd. M. Tilloy, Gabriel Audisio, J. Chiffoleau, Albi, Ateliers professionnels de l'O.S.J., 1979, p. 41-57.
- "Note sur l’Église et l’hérésie dans la région du Bas-Rhône", dans Effacement du catharisme ? (XIIIe-XIVe s.). Cahiers de Fanjeaux 20, 1985, p. 94-97.
- "L'abbé Gui des Vaux-de-Cernay prédicateur de la croisade", dans Les cisterciens de Languedoc (XIIIe-XIVe s.). Cahiers de Fanjeaux 21, p. 183-204.
- "Du court moment où l'on appela les hérétiques des 'bougres' et quelques déductions", Cahiers de civilisation médiévale 32, 1989, p. 305-324.
- "Le comte de Toulouse Raymond IV, chef de peuple", dans Genèse de l'État moderne en Méditerranée, Rome, École Française de Rome, 1993, p. 45-60.
- "Questions sur la naissance de l'affaire albigeoise", dans Georges Duby : l'écriture de l'histoire, éd. Claudie Duhamel-Amado, Guy Lobrichon, Bruxelles, Paris, De Boeck Université, 1996, p. 427-444.
- "Hérésies", dans Dictionnaire raisonné de l'Occident médiéval, dir. Jacques Le Goff, Jean-Claude Schmitt, Paris, Fayard, 1998, p. 464-482.
- "Mise au point sur Les cathares devant l'histoire et retour sur L'histoire du catharisme en discussion : le débat sur la charte de Niquinta n'est pas clos", Journal des savants, 2006, p. 253-273.
- "L'hérésie médiévale dans l'oeuvre de Guillaume Besse (1645-1661). Erudition locale, ambition parisienne, désastre final", dans Historiens modernes et Moyen Âge méridional. Cahiers de Fanjeaux 49, 2014, p. 419-437.
- "L'hérétique Henri dans les sources de son temps (1135-1145)", Revue Mabillon, 25, 2014, p. 79-134.